# Saridoscelinae
Saridoscelinae es una subfamilia de lepidópteros perteneciente a la familia Yponomeutidae. 

## Géneros
- Saridoscelis Meyrick, 1894
- ?Eucalantica Busck, 1904